# Kepler (Weltraumteleskop)
Kepler war ein Weltraumteleskop, mit dem die NASA vom 7. März 2009 bis zum 30. Oktober 2018 nach extrasolaren Planeten (Exoplaneten) gesucht hat. Benannt wurde das Projekt nach dem deutschen Astronomen Johannes Kepler, der Anfang des 17. Jahrhunderts die Gesetzmäßigkeiten der Planetenumlaufbahnen erkannte.
Mitte Mai 2013 erklärte die NASA, dass Kepler infolge zweier defekter Reaktionsräder nicht mehr mit der bisherigen Präzision ausgerichtet werden kann. Am 15. August 2013 wurde die Hauptmission eingestellt, Kepler konnte aber mit einer modifizierten Mission (K2 genannt) weiterhin nach Exoplaneten suchen. Die wissenschaftlichen Beobachtungen wurden am 30. Oktober 2018 aufgrund von Treibstoffmangel beendet, und am 15. November 2018 wurde das Teleskop endgültig abgeschaltet. Seitdem wird die Suche nach Exoplaneten, neben anderen Missionen, hauptsächlich durch das 2018 gestartete Weltraumteleskop TESS fortgesetzt.

## Die Hauptmission

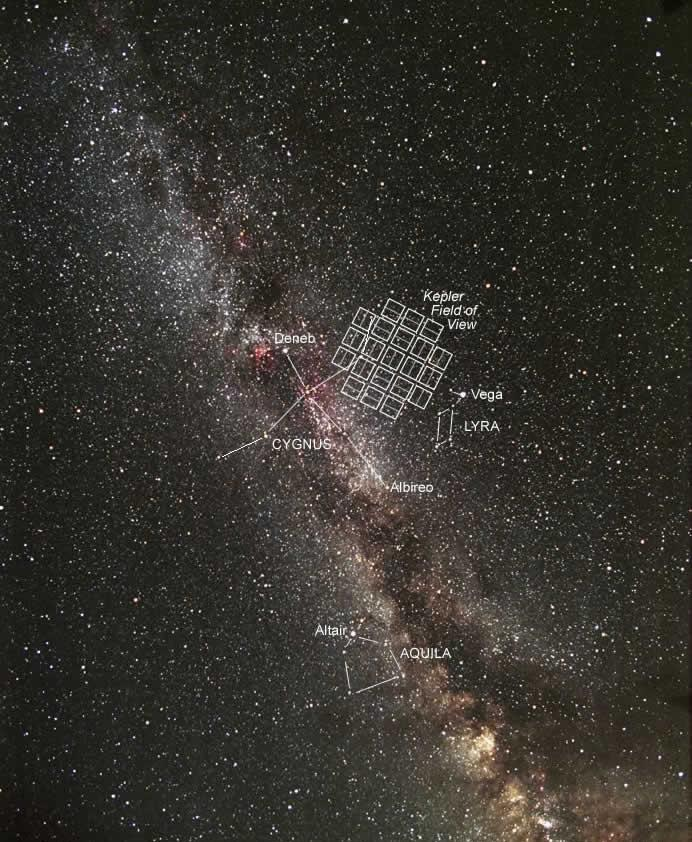
Eine Veranschaulichung des Bereichs unserer Milchstraße, der beobachtet wurde

Das Teleskop beobachtete einen festen Ausschnitt des Sternenhimmels mit ca. 190.000 Sternen im Sternbild Schwan, um extrasolare Planeten mit Hilfe der Transitmethode zu entdecken. Besondere Zielsetzung des Projekts war, vergleichsweise kleine Planeten (wie unsere Erde oder kleiner) und damit auch potenziell bewohnbare („habitable“) extrasolare Planeten zu entdecken. Gleichzeitig lieferte es Basisdaten zu veränderlichen Sternen, um daraus Rückschlüsse über die im Inneren ablaufenden Prozesse ziehen zu können. Die Mission von Kepler war zuerst für dreieinhalb Jahre vorgesehen. Im November 2012 sollte sie um bis zu vier Jahre verlängert werden. Nach dem Ausfall von zwei Reaktionsrädern im Mai 2013 musste die Beobachtungsmethode geändert werden und es folgte die Sekundärmission K2 mit anderen wissenschaftlichen Zielen, um das Teleskop weiterhin wissenschaftlich nutzen zu können.

## Umlaufbahn

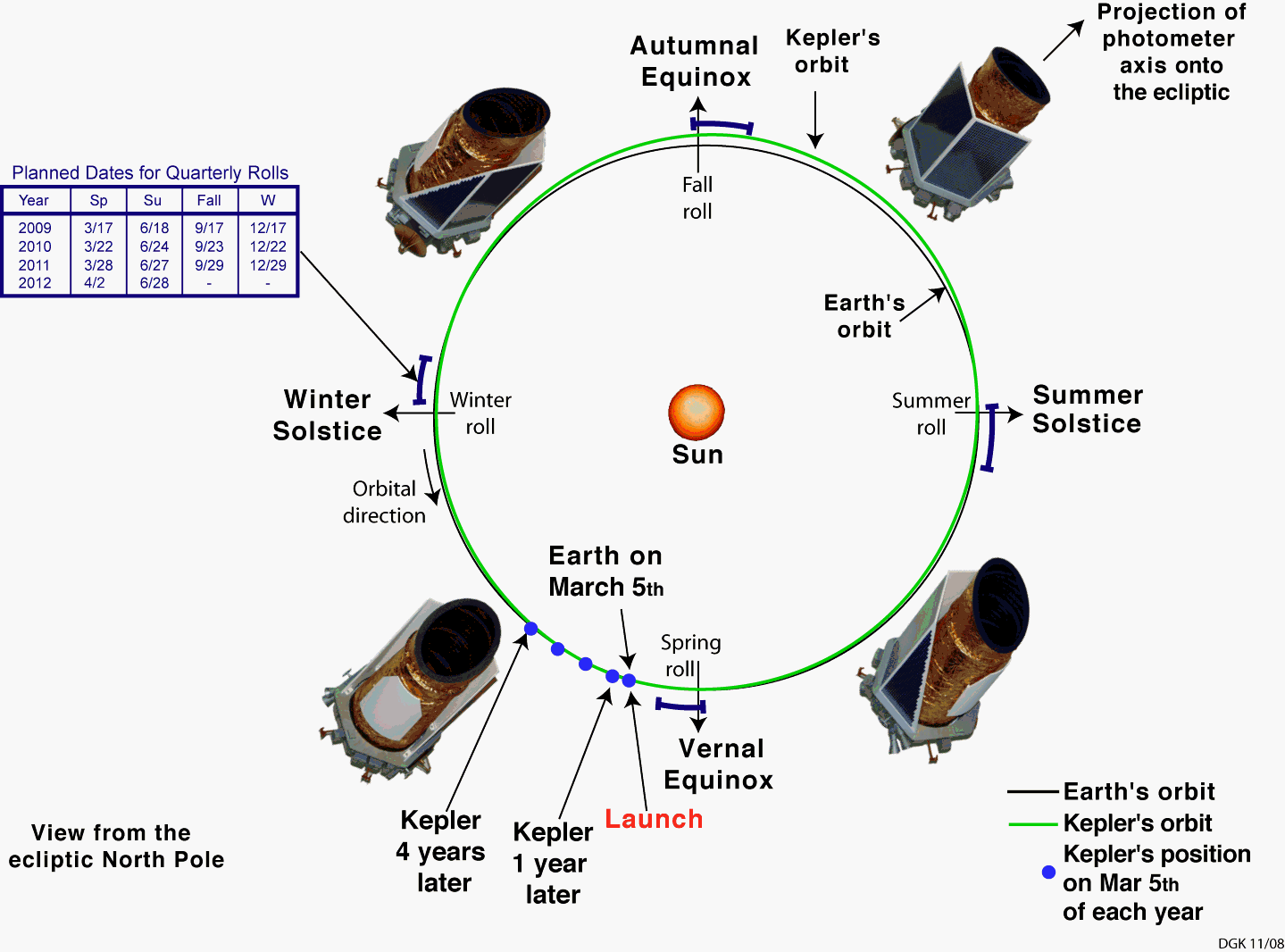
Keplers Umlaufbahn

Um die Beobachtungen möglichst ungestört durchführen zu können, wurde das Teleskop nicht in eine Umlaufbahn um die Erde gebracht. Kepler befindet sich stattdessen in einem Sonnenorbit, dessen Umlaufzeit (372,5 Tage) und Exzentrizität etwas von dem der Erde abweichen. Die Sonde läuft dabei der Erde hinterher und entfernt sich im Laufe der Jahre immer weiter von ihr. So war es möglich, die Beobachtungsregion ohne periodische Verdeckung durch die Erde und mit minimalen Störeinflüssen zu überwachen.

## Technische Beschreibung
Mit einem Fotometer maß das 1039 Kilogramm schwere und knapp fünf Meter hohe Teleskop die Helligkeit von Sternen, um Helligkeitsschwankungen festzustellen, die auf den Durchgang eines Planeten zwischen dem Stern und dem Weltraumteleskop hinweisen. Kepler beobachtete in einem bestimmten Bereich über 100.000 Sternsysteme gleichzeitig über einen Zeitraum von mehreren Jahren.
Die Optik des Kepler-Fotometers ist als Schmidt-Teleskop ausgeführt. Der Durchmesser der Schmidt-Platte beträgt 0,95 m und der des Hauptspiegels 1,4 m. Im Fokus befindet sich eine Anordnung aus 42 CCD-Sensoren, die ein Feld von 105 Quadratgrad, das entspricht in etwa einer Handfläche bei ausgestrecktem Arm, überwachen konnten. Jeder CCD-Sensor hat eine Größe von 50 mm × 25 mm bei einer Auflösung von 2200 × 1024 Pixeln, so dass die Kamera insgesamt über 95 Megapixel verfügt. Zur Erhöhung der fotometrischen Genauigkeit wurde die Optik leicht defokussiert, zusätzlich ist ein Bandpass für Wellenlängen von 430–890 nm eingebaut.
Die Übertragung der Beobachtungsdaten zur Bodenstation erfolgte im Ka-Band mit bis zu 4,33125 Mbps. Zur Steuerung des Satelliten wurde das X-Band mit 7,8125 bps bis 2 kbps für den Uplink und 10 bps bis 16 kbps für den Downlink verwendet. Im Oktober 2018 war Kepler ca. 150 Mio. km von der Erde entfernt und die Signale brauchten ca. 500 Sekunden für eine Richtung.

## Suche nach erdähnlichen Planeten

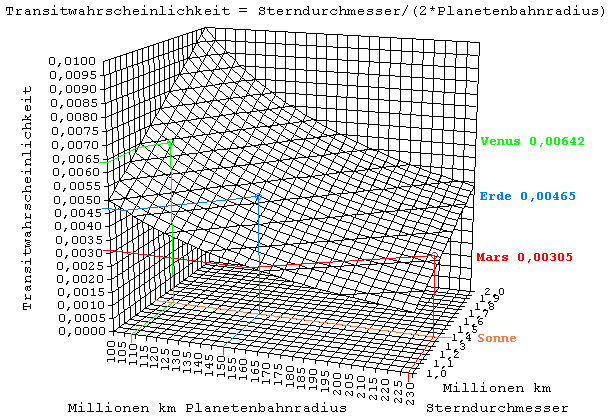
Darstellung der Transitwahrscheinlichkeit
(= Sternradius/Planetenbahnradius)

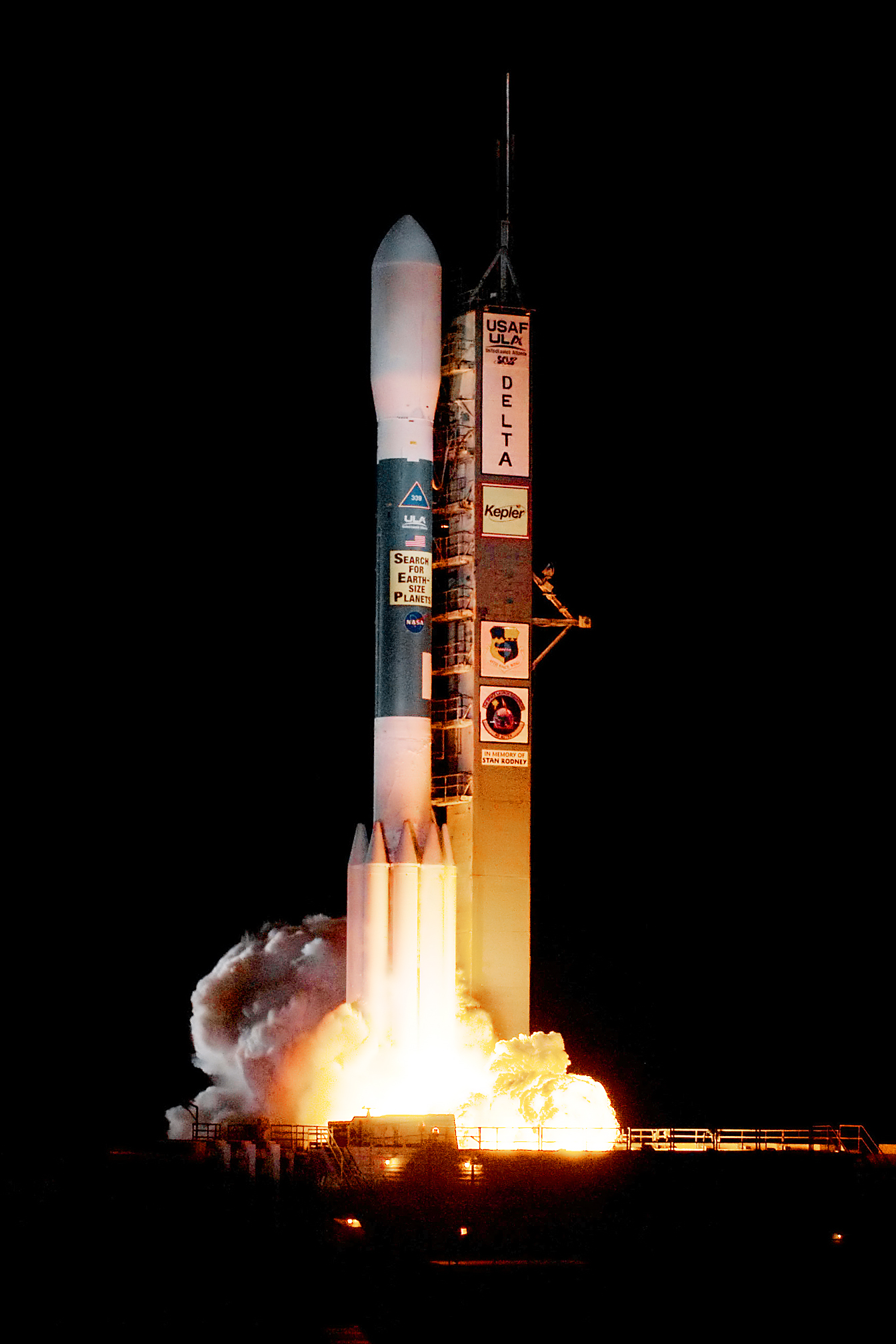
Zündung der Triebwerke von Keplers Delta-II-10L-Rakete

Bei einem Durchgang eines extrasolaren Planeten in Erdgröße wurde am Weltraumteleskop eine Abdunkelung in der Größenordnung von 0,1 ‰ erwartet (für Erde und Sonne 0,084 ‰). Das erfolgt bei zentralem Durchgang vor dem Bild des Sternes für einen Zeitraum von rund einem halben Tag (für Erde und Sonne 13 Stunden). Ist der Durchgang nicht zentral, dann ist die Zeit der Abdunkelung kürzer. Wenn sich die gleiche Helligkeitsänderung bei diesem Stern noch zweimal wiederholte und dabei die beiden Intervalle gleich waren sowie sonstige Ursachen für das Signal (wie Doppelsterne) ausgeschlossen werden konnten, wurde ein Planet auf einer festen Umlaufbahn als Ursache angenommen und galt als entdeckt. Aus der so ermittelten Umlaufzeit und der Helligkeitsänderung lassen sich nach den Keplerschen Gesetzen die Umlaufbahn und Größe des Planeten ermitteln. Durch die entsprechend ermittelte Entfernung des entdeckten Exoplaneten zu seiner Sonne und durch die Leuchtkraft dieser Sonne (ermittelt nach Leuchtkraftklasse und Spektralklasse) kann die Temperatur auf dem Planeten und damit seine mögliche Bewohnbarkeit annähernd berechnet werden. Aufgrund der unterschiedlichen Bahnneigungen der Planeten gegen unsere Sichtlinie tritt allerdings nur bei einem Bruchteil erdähnlicher Planeten eine aus unserer Richtung beobachtbare Bedeckung auf. Die Wahrscheinlichkeit, dass ein solcher Transit von der Erde aus beobachtbar ist, ergibt sich einfach als Quotient von Stern- und Planetenbahnradius, im Falle von Erde und Sonne also 0,465 %.

## Verlauf
Der Start des 600 Mio. US-Dollar teuren Teleskops erfolgte am 7. März 2009 um 3:49:57 UTC als Nutzlast einer Delta-II-7925-10L-Trägerrakete vom Startkomplex 17B der Cape Canaveral AFS. Es war der 339. Start einer Delta-Rakete. Nach umfangreichen Tests und Kalibrierung der Sensoren nahm das Teleskop zwei Monate später seine Arbeit auf.
Im Januar 2010 wurden die ersten fünf von Kepler entdeckten Planeten bekanntgegeben (Kepler-4b bis 8b, s. a. Kepler-6, Kepler-7). Kepler 1b bis 3b waren bereits vor dem Start der Sonde mit terrestrischen Beobachtungsmethoden entdeckt worden. Bei allen handelt es sich um Planeten, die ihre Sterne in Entfernungen von weniger als 0,1 astronomischen Einheiten umkreisen und die eine deutlich höhere Oberflächentemperatur aufweisen als jeder Planet unseres Sonnensystems. Im Juni 2010 wurden die Daten von 306 der 706 bis dahin identifizierten Exoplanetenkandidaten veröffentlicht. Die Entdeckung von Transiten kühlerer, potentiell erdähnlicherer Planeten nimmt wegen ihrer längeren Umlaufperiode eine längere Beobachtungsphase in Anspruch und wurde erst für eine spätere Phase der Kepler-Mission erwartet.
Im Januar 2011 wurde bekanntgegeben, dass Kepler den bis dahin kleinsten bekannten Gesteinsplaneten außerhalb unseres Sonnensystems entdeckt hat: Kepler-10b. Er wurde durch Beobachtungen von Mai 2009 bis Januar 2010 aufgespürt. Kepler-10b besitzt die 4,6-fache Masse und 1,4-fache Größe der Erde und umrundet seinen Zentralstern alle 0,84 Tage. Er ist ihm etwa 20-mal näher als Merkur der Sonne. Später wurde mit Kepler-37b der kleinste bekannte Gesteinsplanet entdeckt, noch kleiner als Merkur und nur etwas größer als der Erdmond.
Am 2. Februar 2011 berichtete die NASA, seit Missionsbeginn seien 1235 Planetenkandidaten ermittelt worden. Davon sind fünf annähernd so groß wie die Erde und in der habitablen Zone. Insgesamt wurden 54 in der habitablen Zone und 68 annähernd erdgroße Planetenkandidaten entdeckt. Als weitere Planetenkandidaten wurden 288 Supererden, 662 in der Größe Neptuns, 165 in der Größe Jupiters und 19 größer als Jupiter ermittelt.
Am 5. Dezember 2011 bestätigte die NASA den ersten Planeten innerhalb der habitablen Zone eines sonnenähnlichen Sterns. Kepler-22b ist der erste der 54 am 2. Februar 2011 veröffentlichten Kandidaten innerhalb der habitablen Zone, welcher offiziell bestätigt werden konnte. Hierzu musste Kepler mindestens 3 Durchgänge vor seinem Heimatstern beobachtet haben. Insgesamt habe sich die Zahl der Planetenkandidaten auf 2326 erhöht, wovon 207 ungefähr so groß wie die Erde sind. Ferner wurden bis dato 680 „Supererden“, 1181 neptunähnliche, 203 jupiterähnliche und 55 Planeten, die größer als Jupiter sind, beobachtet.
Im Juli 2012 fiel das einzige redundante der vier Reaktionsräder, die die Lage des Teleskops im Raum steuern und stabilisieren, aus. Anfang Januar 2013 zeigten sich erhöhte Reibwerte an einem weiteren Reaktionsrad, dessen Ausfall nicht mehr verkraftbar gewesen wäre. Daraufhin wurde Kepler am 17. Januar 2013 für eine geplante Dauer von zehn Tagen in einen Sicherheitsmodus („wheel rest safe mode“) versetzt, in der Hoffnung, das Schmiermittel werde sich in den stillstehenden Lagern durch Diffusion wieder verteilen. Die Wiederinbetriebnahme fand wie geplant und ohne Probleme zwischen dem 27. und dem 29. Januar 2013 statt.
Am 11. Mai 2013 fiel ein zweites Reaktionsrad aus, wie am 21. Mai 2013 vermeldet wurde. Es wurde zunächst davon ausgegangen, dass Kepler zwar in einen schlechter stabilisierten Modus übergehen muss, aber weiterhin Daten sammeln kann.
Am 15. August 2013 erklärte die NASA in einer Presseerklärung die endgültige Einstellung der ursprünglichen Kepler-Mission. Jedoch wurde eine Studie in Auftrag gegeben, welche den wissenschaftlichen Betrieb mit den zwei verbleibenden Reaktionsrädern in Kombination mit den Steuerdüsen untersuchen soll.
Am 25. November 2013 gab die NASA bekannt, eine Möglichkeit gefunden zu haben, das Teleskop trotz Ausfall der zwei Reaktionsräder wieder einsatzbereit zu machen. Dabei sollen die zwei verbliebenen Motoren gegen den Druck der Photonen der Sonne arbeiten und so Kepler stabilisieren.
Am 26. Februar 2014 veröffentlichte die NASA 715 neue Planetenfunde (darunter einige in der habitablen Zone), die aus den alten Daten hergeleitet werden konnten. Diese Funde gehören alle zu Systemen mit mehreren Planeten und wurden nicht wie sonst üblich durch Nachbeobachtungen mit erdgebundenen Teleskopen verifiziert, sondern durch statistische Analysen unter Berücksichtigung der Häufung der auf Planeten hinweisenden Daten bei den jeweiligen Zentralsternen.
Am 17. April 2014 gab die NASA die Entdeckung des erdähnlichen Planeten Kepler-186f bekannt, der in der habitablen Zone seines Zentralgestirns liegt.
Mit Kepler-452b wurde am 23. Juli 2015 die Entdeckung eines Planeten mit dem etwa 1,6-fachen Radius der Erde in der habitablen Zone eines sonnenähnlichen Sterns bekanntgegeben. Bei dem Planeten könnte es sich um einen Gesteinsplaneten handeln. Der Stern im Sternbild Schwan ist annähernd 1400 Lichtjahre von der Sonne entfernt und mit etwa 6 Milliarden Jahren um ein Drittel älter als sie.

### K2-Mission

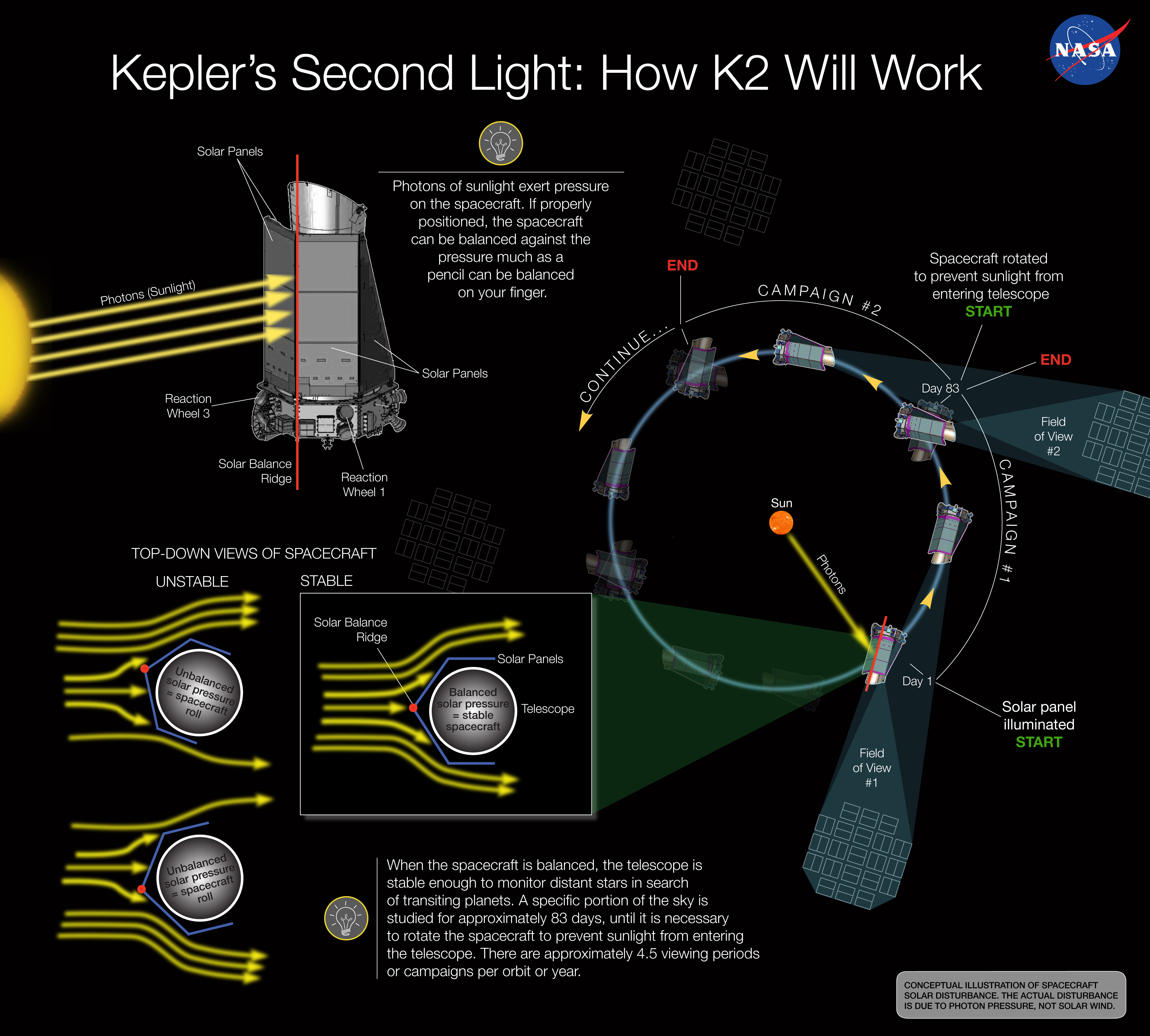
Die Ausrichtung des Teleskops während der K2-Mission (Text englisch)

Nach dem Ausfall von zwei der vier Reaktionsräder wurde ein neuer Plan entwickelt, wie das Teleskop weiterhin betrieben werden konnte. Dazu musste es in eine Position gebracht werden, in der der Strahlungsdruck der Sonne das Teleskop nicht dreht. Dies erlaubte nur noch Beobachtungen entlang der Ekliptik, und das Teleskop wurde alle 75 Tage auf eine neue Himmelsregion ausgerichtet. Damit wurde weiterhin nach Exoplaneten gesucht, außerdem zählte die Untersuchung von Sternhaufen, jungen und alten Sternen sowie aktiven Galaxien und Supernovae zu den neuen Aufgaben des Teleskops.
Im Dezember 2014 gab die NASA die erste Entdeckung eines Exoplaneten (HIP 116454b) im Rahmen der K2-Mission bekannt; diese Entdeckung beruht auf Daten, die während der Erprobung der neuen Beobachtungsmethoden im Februar 2014 gesammelt wurden.
Da Neptun sich im Beobachtungsbereich befand, konnte Kepler den Planeten von November 2014 bis Januar 2015 über 70 Tage ununterbrochen beobachten.
Im Februar 2015 wurde eine Liste von 36 mit der K2-Mission identifizierten Exoplaneten-Kandidaten veröffentlicht, für die eine Ende März 2015 veröffentlichte Untersuchung 18 durch statistische Analysen als Exoplanet-Entdeckungen bestätigte (davon einen in der habitablen Zone seines Zentralsterns, eines hellen Roten Zwerges der Spektralklasse M2) und 6 als Falschpositive verwarf. Die Umlaufzeiten der bestätigten Exoplaneten liegen zwischen 5 und 33 Tagen, entsprechend den Beobachtungsmöglichkeiten der K2-Mission.

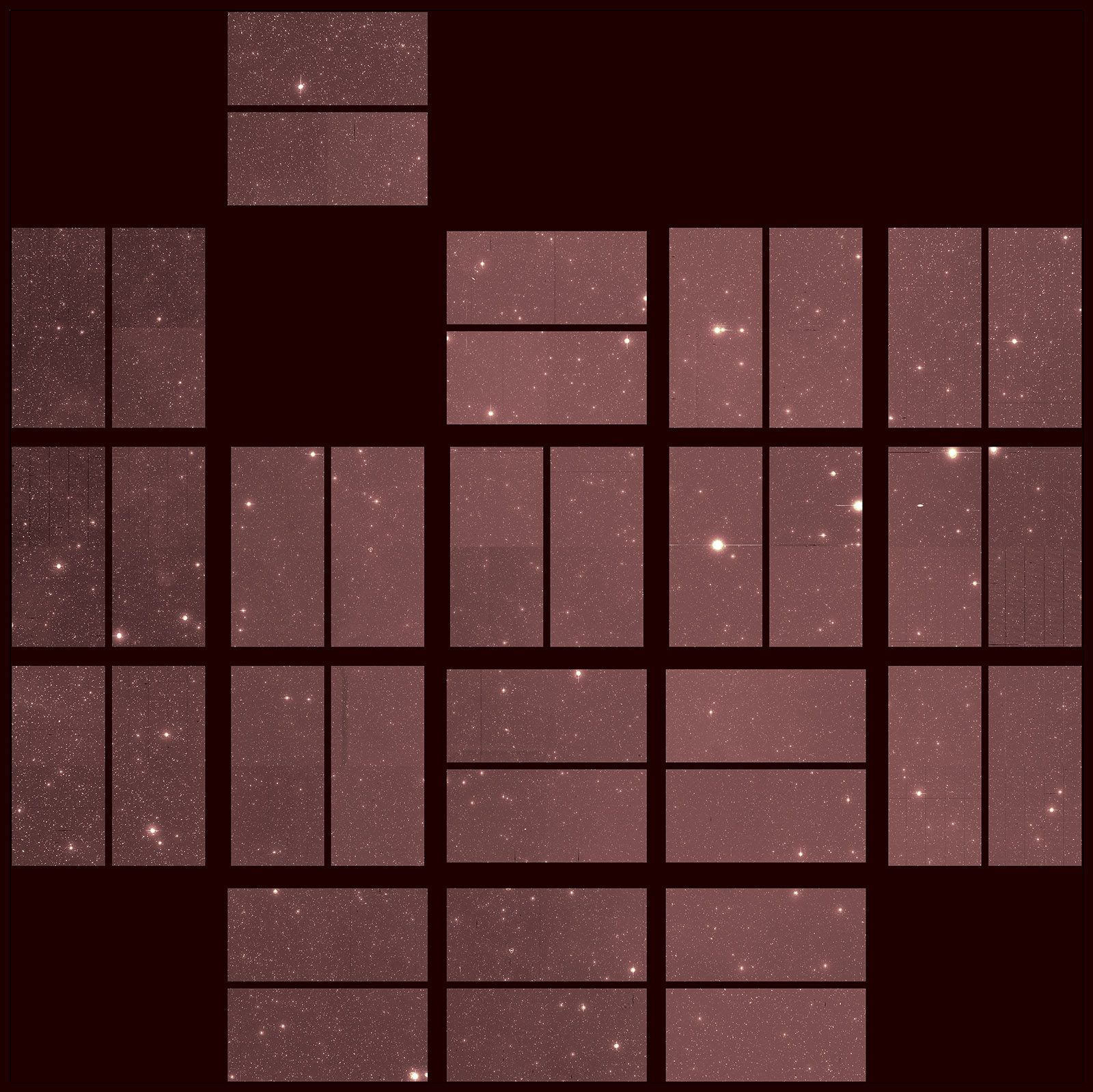
Das Sternbild Wassermann, Kepler's letztes Bild. Die fehlenden Quadrate sind Kamerafehler

Am 8. April 2016 gab die NASA bekannt, dass sich Kepler selbst in den Notfallbetrieb versetzt hatte. In diesem Modus wurde die Positionierung ausschließlich über Lagekontrolldüsen gesteuert und verbrauchte so wesentlich mehr Treibstoff. Dabei versuchte das Teleskop, die Kommunikation mit dem Deep Space Network aufrechtzuerhalten. Am 10. April konnte das Teleskop wieder in einen stabilen Zustand gebracht werden, und am 22. April konnte der reguläre Betrieb im Rahmen der K2-Mission wieder aufgenommen werden.
Von Ende April bis Anfang Juli 2016 war Kepler im Rahmen der K2-Mission zum galaktischen Zentrum hin ausgerichtet und nahm an einer Beobachtungskampagne zur Auffindung von Microlensing-Ereignissen teil, bei der auch erdgebundene Großteleskope eingesetzt wurden.
Die Finanzierung der K2-Mission wurde im Juni 2016 bis zum Ende durch Treibstoffmangel erweitert, inklusive der Beendigungsprozeduren am Schluss. Dies wurde für das Jahr 2018 erwartet. Im September und Oktober 2018 zeigten sich Probleme bei der genauen Ausrichtung von Kepler, die als Anzeichen für das Ende der Treibstoffvorräte gedeutet wurden. Die Daten der 19. Kampagne konnten bis zum 15. Oktober komplett empfangen werden. Am 30. Oktober 2018 gab die NASA bekannt, dass der Treibstoff nun ausgegangen sei. Vor seiner Abschaltung Mitte November schoss das Weltraumteleskop am 25. September 2018 sein letztes Foto. Darauf zu sehen sind verschiedene Sternsysteme des Sternbildes Wassermann. Kepler wird nun auf unbestimmte Zeit in einer solaren Umlaufbahn verbleiben.

## Liste wichtiger Entdeckungen
| System      | Planet          | Veröffentlichung | Bemerkung |
| ----------- | --------------- | ---------------- | --- |
| Kepler-4    | Kepler-4b       | Januar 2010      | erste Entdeckungen der Keplermission                                                                                                  |
| Kepler-6    | Kepler-6b       | Januar 2010      | erste Entdeckungen der Keplermission                                                                                                  |
| Kepler-7    | Kepler-7b       | Januar 2010      | Planet mit ungewöhnlich geringer Dichte                                                                                               |
| Kepler-10   | Kepler-10b      | Januar 2011      | kleinster bis dahin bekannter Gesteins(exo)planet                                                                                     |
| Kepler-11   | Kepler-11b – g  | Februar 2011     | Stern mit mindestens 6 Exoplaneten; dreifacher Transit im August 2010                                                                 |
| Kepler-16   | Kepler-16b      | September 2011   | erster beobachteter Transit in einem Doppelsternsystem                                                                                |
| Kepler-22   | Kepler-22b      | Dezember 2011    | erster Planet innerhalb der habitablen Zone                                                                                           |
| Kepler-37   | Kepler-37b      | Februar 2013     | kleinster bekannter (Stand August 2017) Exoplanet, etwa so groß wie der Erdmond                                                       |
| Kepler-62   | Kepler-62e, f   | April 2013       | zwei erdähnliche Planeten in der habitablen Zone                                                                                      |
| Kepler-69   | Kepler-69c      | April 2013       | ein erdähnlicher Planet in der habitablen Zone                                                                                        |
| Kepler-90   | Kepler-90b – h  | Oktober 2013     | Stern mit den bis dahin meisten entdeckten Exoplaneten (siehe auch unten Eintrag „Kepler-90i“ Dezember 2017)                          |
| Kepler-186  | Kepler-186f     | April 2014       | ein erdähnlicher Planet in der habitablen Zone                                                                                        |
| Kepler-10   | Kepler-10c      | Juni 2014        | Erste Identifikation eines Planeten als Mega-Erde (aufgrund Nachbeobachtungen des 2011 mit Kepler entdeckten Planeten mit HARPS-N)    |
| Kepler-438  | Kepler-438b     | Januar 2015      | wahrscheinlich ein erdähnlicher Planet in der habitablen Zone                                                                         |
| Kepler-442  | Kepler-442b     | Januar 2015      | wahrscheinlich ein erdähnlicher Planet in der habitablen Zone                                                                         |
| Kepler-444  | Kepler-444b – f | Januar 2015      | System mit fünf nur knapp erdgroßen Planeten; Zentralstern mit 11,2 ± 1,0 Milliarden Jahren einer der ältesten bekannten mit Planeten |
| Kepler-452  | Kepler-452b     | Juli 2015        | erster etwa erdgroßer Exoplanet in der habitablen Zone um einen sonnenähnlichen (Spektralklasse G2) Zentralstern                      |
| Kepler-1625 | Kepler-1625b    | Mai 2016         | Wird möglicherweise von einem Exomond umkreist.                                                                                       |
| Kepler-90   | Kepler-90i      | Dezember 2017    | erste Beschreibung eines achten Planeten in einem System außerhalb des Sonnensystems                                                  |